# Virginia MacVeagh
Virginia Mac Veagh (1887 – Santa Barbara, 5 novembre 1973) è stata una tennista britannica.

## Biografia
Giunse in finale all'Open di Francia singolare femminile nel 1906 perdendo contro Kate Gillou.
Anche se non vinse la competizione è stata la prima volta che un atleta che non avesse la nazionalità francese arrivasse a disputare la finale.